# 2778 Tangshan
A 2778 Tangshan (ideiglenes jelöléssel 1979 XP) a Naprendszer kisbolygóövében található aszteroida. A Bíbor-hegyi Obszervatórium fedezte fel 1979. december 14-én.